# Phasianus
Il genere Phasianus comprende una sola specie della famiglia dei fagiani, il fagiano comune, Phasianus colchicus, che ha trenta sottospecie riconosciute, ventinove sul continente asiatico e una sull'isola di Taiwan, al largo delle coste meridionali della Cina.
Alcune sottospecie sono state introdotte in Nordamerica e si sono ibridizzate, e ora si sono stabilite perennemente in quelle zone.
Le tre forme presenti sulle isole giapponesi vengono considerate da alcuni esperti come varianti di una specie distinta, il fagiano verde, Phasianus versicolor, ma altri ritengono che gli uccelli giapponesi appartengano alla specie del fagiano comune, che avrebbe in totale trentatré sottospecie.